# 情非首爾
情非首爾是香港男歌手李克勤於2005年推出的粵語歌曲，由伍仲衡作曲，李克勤親自填詞，收錄於同年出版的個人專輯《李克勤演奏廳》內。歌詞的靈感來自同年大韓民國將首都中文譯名由「漢城」改為「首爾」一事。

## 創作與製作
情非首爾時長3分26秒，以
拍的B小調創作，每分鐘147拍，由伍仲衡負責作曲， Ronald Fu編曲，趙增熹、金培達監製，演唱者李克勤親自填詞。此歌為2004年伍仲衡與李克勤創作的空中飛人獲得佳績後，兩人再度合作創作。

### 歌詞
歌手李克勤自1980年代出道以來一直有創作歌詞，屢有佳作。在收錄此歌的個人專輯《李克勤演奏廳》中，他親自填詞的作品與作詞家陳少琪的作品各佔一半，且兩人以同一題材各自寫一首歌的方式創作，而李克勤所寫的情非首爾則對應陳少琪寫的韓夜不冷，皆以韓國（大韓民國）為題材。:239（2000年代起出現韓流熱潮。）
2005年韓國宣佈將首都官方漢字譯名由「漢城」改為「首爾」，李克勤同年即以這時事議題為題材寫成此歌。歌詞描述一對已分手的情侶在剛更名的首爾相遇，但已經難以重新相愛。其中「漢城在變 人也在變 分手太輕易 問我到底知不知 如今改稱首爾」等語以地名更改比喻物是人非之感。「歷史多麼精采 高潮起跌 但已沒法被篡改」、「讓漢江將你我 像南北般分開」之語，更有以朝鮮半島南北分治比喻戀人分手的意味。詞中亦出現了首爾的地標南山塔及地區明洞、新村。

### 伴奏
洞簫在此歌（原版）的伴奏中佔了重要位置，由洞簫演奏家譚寶碩負責；前奏及間奏採用了十八世紀古典音樂家舒伯特的套曲作品《天鵝之歌》中的〈小夜曲〉，前奏以洞簫為主要演奏樂器，間奏則以小提琴為主要演奏樂器，由小提琴演奏家黃蒙拉負責。
據專輯《李克勤演奏廳》的監製之一金培達憶述，本來製作團隊及李克勤在錄製前均認為同由伍仲衡作曲、李克勤填詞的十年前後最適合作為專輯的第一主打歌，但錄製後發現加入洞簫的編曲為情非首爾帶來了意想不到的靈氣感覺，成為專輯中印象最深刻的歌曲。

## 發行及翻唱版本
此歌除被收錄於2005年12月2日發行的專輯《李克勤演奏廳》，由張人傑編曲的重新演繹版本亦以附贈曲目形式收錄於翌年的專輯《李克勤演奏廳II》。
李克勤與譚詠麟組成的「左麟右李」，曾於2009年的演唱會合唱此歌。2015年容祖兒李克勤演唱會中，二人合唱了情非首爾與容祖兒歌曲逃避你的混合版本。

## 迴響

### 獎項
| 年月       | 頒獎禮                                      | 獎項                 | 結果 |
| ---------- | ------------------------------------------- | -------------------- | ---- |
| 2005年12月 | 新城電台 2005年度新城勁爆頒獎禮             | 新城勁爆歌曲（之一） | 獲獎 |
| 2006年1月  | 香港商業電台 2005年度叱咤樂壇流行榜頒獎典禮 | 專業推介．叱咤十大   | 獲獎 |
| 2006年1月  | 無綫電視 2005年度十大勁歌金曲               | 十大勁歌金曲獎       | 獲獎 |
| 2006年1月  | 香港電台 第二十八屆十大中文金曲             | 十大金曲獎           | 獲獎 |

情非首爾是每年為數不多，能囊括香港四台年度歌曲獎的歌曲。前一年度由伍仲衡作曲，李克勤填詞、演唱的空中飛人亦同樣囊括四台年度歌曲獎。

### 評價
研究粵語流行曲的學者朱耀偉及梁偉詩認為李克勤的詞作擅長「利用地方場景增強效果」，1993年的One Night in Paris以巴黎塞納河為背景，已是類似此歌的寫法。他們讚賞此歌成功做到「情景交融」。著名作詞家鄭國江亦認為此歌歌詞是該時期的佳作之一。
當時的樂評方面，《明報周刊》的樂評人譚傑宏評價此歌與專輯中的另外兩歌韓夜不冷及婚前的女人皆屬「上乘的港式流行曲」；《Lisa 味道》雙周刊的樂評指此歌與婚前的女人是專輯中最令人印象深刻的歌曲。

## 備註
1. ↑  歌名顯然演變自四字詞語「情非得已」（粵語「已」與「爾」同音）。2000年代初臺灣歌手庾澄慶亦正好有一首名曲名為 情非得已。
2. ↑  同時期周國賢亦有一首歌漢城沉沒了（由黃偉文填詞）同樣以漢城更名為題材。[5]
3. ↑  2001年李克勤與香港管弦樂團合作舉辦《港樂．克勤》演唱會的成功，讓他其後更重視編曲鋪排及樂器運用[4]:232-233。他2003年的歌曲我不會唱歌亦有加入古典音樂元素。[7][8]
4. ↑  樂器演奏隊伍可見官方MV。
5. ↑  據說此歌亦囊括2005年度四台周榜冠軍，但暫未有資料來源確認。